# پنیتلوکی
پنیتلوکی (به چکی: Pnětluky) یک منطقهٔ مسکونی در جمهوری چک است که در ناحیه لوونی واقع شده‌است. پنیتلوکی ۱۴٫۷۵ کیلومتر مربع مساحت و ۳۴۹ نفر جمعیت دارد و ۳۳۵ متر بالاتر از سطح دریا واقع شده‌است.